# Žirany
Žirany (in ungherese Zsére) è un comune della Slovacchia facente parte del distretto di Nitra, nella regione omonima.

## Gemellaggio
- Dorog